# Musotima acrias
Musotima acrias is een vlinder uit de familie van de grasmotten (Crambidae). De wetenschappelijke naam van de soort is voor het eerst gepubliceerd in 1884 door Edward Meyrick.
De soort komt voor in Australië (New South Wales en Tasmanië).